# ソニア・ローズマリー・キュービット
ソニア・ローズマリー・キュービット（Sonia Rosemary Cubitt、1900年5月24日 - 1986年8月16日）は、イギリスの貴族。第3代アシュコーム男爵夫人。旧姓はケッペル（Keppel）。イギリス国王エドワード7世の愛妾（Royal Mistress）として知られるアリス・ケッペルの娘。国王チャールズ3世の妃カミラの祖母である。

## 来歴
- 1920年第3代アシュコーム男爵ローランド・カルバート・キュービットと結婚。
- 1921年ロザリンド・モード・キュービットを出産。
- 1924年第4代アシュコーム男爵ヘンリー・キュービットを出産。